# Davide Ricci
Davide Ricci (La Spezia, 28 agosto 1977) è un attore ed ex modello italiano.

## Biografia
Nato il 28 agosto 1977 a La Spezia, ottenuta la maturità scientifica, si trasferisce a Milano e si laurea a pieni voti in economia, con specializzazione in marketing e comunicazione, all'Università Bocconi. Inizia la carriera di modello la campagna pubblicitaria di Martini Spumante, che vedeva protagonista Naomi Campbell, cui ne seguono molte altre. Nel 2002 debutta come attore con Cuori rubati, soap opera di Rai 2, in cui interpreta il ruolo di Cristiano Magri.
Nel 2003 si trasferisce a Roma. Nello stesso anno fa parte del cast della serie tv di Canale 5, Carabinieri 2, regia di Raffaele Mertes, 2 episodi.
Nel 2004 appare nuovamente su Canale 5 nella miniserie tv Noi, regia di Peter Exacoustus, in cui ha il ruolo di Fabio, figlio dei protagonisti che hanno il volto di Enzo De Caro e Barbara D'Urso. Sempre nello stesso anno partecipa al reality show di Rai 2, La talpa. Inoltre in teatro interpreta il ruolo di Dorian Gray ne Il ritratto di Dorian Gray, regia di Roberto Brivio.
Nel 2005 e 2007 interpreta il ruolo del guardiacoste Luca Rebecchi in Gente di mare e Gente di mare 2, in onda su Rai Uno, prodotta da Palomar e Sony International.
Nella stagione teatrale 2007-2008 porta di nuovo in scena Il ritratto di Dorian Gray, da lui riadattato con la regia di Claudio Insegno. Nel 2008 è nelle sale con il film Altromondo, per la regia di Fabio Massimo Lozzi
Nello stesso anno riceve il premio "Personalità Europea 2008", in Campidoglio.
Nella stagione teatrale 2008-2009 recita in teatro come coprotagonista, con Eva Robin's e Barbara Enrichi, di Madame, libera interpretazione de Le Serve di Jenet, per la regia di Massimo Stinco.
Nel 2016 è nel cast del film Ovunque tu sarai, opera prima di Roberto Capucci, con Ricky Memphis, Primo Reggiani, Francesco Montanari.
Dal 2012 è imprenditore immobiliare.

## Carriera

### Teatro
- Il ritratto di Dorian Gray, regia di Roberto Brivio (2004)
- Il ritratto di Dorian Gray, regia di Claudio Insegno (2007-2008)
- Madame, regia di Massimo Stinco (2008)

### Cinema
- Altromondo, regia di Fabio Massimo Lozzi (2008)
- Ovunque tu sarai, regia di Roberto Capucci (2017)

### Televisione
- Cuori rubati, registi vari - Soap opera (2002)
- Carabinieri 2, regia di Raffaele Mertes (2003)
- Noi, regia di Peter Exacoustus (2004)
- La talpa - Reality show (2004)
- Gente di mare, regia di Vittorio De Sisti, Alfredo Peyretti (2005)
- Gente di mare 2, regia di Andrea Costantini e Giorgio Serafini (2007)

### Cortometraggi
- Welcome, regia di Andy Buck Bucchioni (2005)

### Altre esperienze
- Change, regia di Cosimo Alemà - Videoclip di Coolio (2008)